# Булл, Ронни
Ронни Родни Булл (англ. Ronnie Rodney Bull; род. 26 декабря 1980, Гакни, Ист-Энд, Англия) более известный как Ронни Булл (англ. Ronnie Bull) — английский футболист, выступал на позиции крайнего левого защитника, в основном в низших лигах Англии.

## Биография

### Футбольная карьера
Булл начал свою карьеру в клубе «Миллуолл», в молодежной команде играл с Тимом Кэхиллом и Лукасом Нилом. До своего ухода из клуба в апреле 2004 года он провел 50 матчей. К этому моменту он отыграл на правах аренды в клубах «Йовил Таун» и «Брентфорд» и присоединился к последнему клубу на постоянной основе в последний месяц сезона 2003/04. В 2004 году перешёл в «Гримсби Таун», в котором он провел один сезон и отыграл 27 матчей и забил 2 гола. В следующем сезоне он отправился в Новую Зеландию в клуб «Нью Зиланд Найтс» выступавший во только что образованной А-Лиге. За клуб провёл всего 7 матчей. Булл покинул клуб в ноябре 2005 года, чтобы вернуться в Великобританию, проведя менее чем половину провального первого сезона «Нью Зиланд Найтс». В 2006 году он вернулся в «Миллуолл», чтобы тренироваться, восстанавливаюсь после травмы.
Вскоре он подписал контракт с клубом «Рашден энд Даймондс». В ноябре 2006 года он покинул клуб и перешёл в «Грейс Атлетик». Затем он подписал контракт с «Кроли Таун» в январе 2007 года в трансферное окно и забил в своем дебютном матче против «Олдершот Таун».
Булл покинул «Кроли Таун» в январе 2008 года после того, как ему сказали, что он не соответствует требованиям. Впоследствии он подписал контракт с «Эббсфлит Юнайтед», но был отпущен в статусе свободного агента в конце сезона 2007/08, проведя за клуб всего 9 матчей. Летом 2008 года он был на просмотре в «Солсбери Сити», но позже подписал контракт с «Фишер Атлетик» за который выступал до своего перехода в «Эксетер Сити» в январе 2009 года с которым заключил контракт до конца сезона 2008/09.
В начале сезона 2009/10 Булл вновь переходит в «Грейс Атлетик» вместе с восемью другими игроками. Это произошло после того, как он вел переговоры с «Солсбери Сити», но переход не состоялся из-за финансового положения клуба.
2 февраля 2010 года Булл все же подписал контракт с «Солсбери Сити», по которому он оставался в клубе до конца сезона 2009/10. После сезона он подписал новый контракт, по которому оставался в «Солсбери Сити» еще на один год.
17 февраля 2012 года Булл подписал контракт с «Истборн Боро». Булл покинул «Истборн Боро» в конце сезона, так и не появившись на поле в составе клуба.
После он выступал в «Хейз энд Идинг» в конце сезона завершив карьеру футболиста.